# Gudenakatti, Kundgol
Gudenakatti là một làng thuộc tehsil Kundgol, huyện Dharwad, bang Karnataka, Ấn Độ.